# Jeanne de France (1391-1433)
Pour les articles homonymes, voir Jeanne de France et Jeanne de Valois.
Jeanne de France (1391-1433), fille de Charles VI de France et d'Isabeau de Bavière, est duchesse de Bretagne de 1399 à 1433 par son mariage avec Jean V de Bretagne.

## Biographie
Jeanne de France, quatrième fille de Charles VI de France et d'Isabeau de Bavière, nait à Melun le 24 janvier 1391. En 1396, alors qu'elle avait à peine cinq ans ans, elle épouse Jean V, futur duc de Bretagne, lui-même alors âgé de sept ans. Jean portait alors pour nom Pierre, son nom de naissance, mais son père décida de le renommer du nom de Jean. Le mariage fut célébré deux fois, la première fois en 1396 puis en 1397, puisque dans la première dispense papale il n'avait pas été écrit que les époux étaient mineurs. Le second mariage, l'officiel, fut célébré au Louvre à Paris le 30 juillet 1397.
Trois ans après le mariage, son époux devint duc et elle duchesse de Bretagne à la mort de Jean IV. À l'âge de onze ans environ, le jeune Jean (Pierre) fut ainsi couronné duc de Bretagne, dans la cathédrale de Rennes sous le nom de Jean V, sous la tutelle du duc de Bourgogne, Philippe II le Hardi, tandis que sa mère, Jeanne de Navarre, était régente du duché. Henri IV d'Angleterre demande cependant la main de Jeanne de Navarre qui accepte mais lui précise que le mariage ne pourra être célébré avant qu'elle ait organisé le transfert de la régence à une personne de confiance ainsi que la garde de ses enfants. Finalement, le roi de France Charles VI obtient la tutelle de tous les enfants de Jean IV, tous encore mineurs, y compris son beau-fils, le nouveau duc.
En tant que duchesse, Jeanne est peut-être surtout connue pour son rôle lors du conflit entre Jean V et les comtes de Penthièvre. En effet, ces derniers n'avaient pas renoncé à la Bretagne qu'ils avaient perdue à la suite de la guerre des deux Jeanne au profit des Montforts. La conclusion du conflit pris de nombreuses années à être confirmée, ce qui ne fut finalement fait qu'en 1365 par la signature du traité de Guérande. Pour tenter de reprendre le duché, les comtes de Penthièvre invitent Jean V à une fête qu'ils donnent à Châteauceaux (aujourd'hui Champtoceaux). Jean s'y rend et y est arrêté (1420). Les Penthièvre font alors courir le bruit de sa mort et le changent de prison chaque jour. Jeanne se réfugia au château d'Hennebont en attendant leur secours. De là, elle défendit courageusement les droits de succession de son fils. Elle fait appel à tous les barons de Bretagne et assiège un par un tous les châteaux des Penthièvre. Elle finit par s'emparer de la comtesse douairière de Penthièvre, Marguerite de Clisson, qui est obligée de libérer le duc. Les Penthièvre sont convoqués devant le Parlement et les États de Bretagne à Vannes en septembre 1420. Ils font défaut et la sentence définitive du 16 février 1425 les condamne à la confiscation de tous leurs biens qui sont réunis au domaine ducal. Guillaume de Châtillon-Blois, donné comme otage par ses frères, restera 28 ans de 1420 à 1448 détenu par le pouvoir ducal.
Jeanne meurt à Vannes le 27 septembre 1433, sous le règne de son mari, et est inhumée sous le chœur de la cathédrale.

## Autres
Jeanne est la destinataire d'un livre d'heures richement illustré par le Maître de Bedford appelé Heures Lamoignon actuellement conservé au musée Calouste-Gulbenkian à Lisbonne.

## Union et descendance
Elle épouse à Paris le 19 septembre 1396 Jean, fils héritier de Jean IV, duc de Bretagne, dont elle a :
1. Anne (1409 - après 1415) ;
2. Isabelle (1411-1442), épouse le 1er octobre 1430 Guy XIV de Laval ;
3. Marguerite (1412-1421) ;
4. François (1414-1450), duc de Bretagne ;
5. Catherine (1417 - après 1444), épouse Étienne Jamin, Conseiller et Secrétaire du Roi, Echevin et membre du conseil des cent du Poitou[9] ;
6. Pierre (1418-1457), duc de Bretagne ;
7. Gilles (1420-1450), seigneur de Chantocé.